# تومي رايت (لاعب كرة قدم)
تومي رايت (بالإنجليزية: Tommy Wright)‏ (28 سبتمبر 1963 ببلفاست في المملكة المتحدة - ) هو مدرب كرة قدم ولاعب كرة قدم أيرلندي شمالي في مركز حراسة المرمى. شارك مع منتخب أيرلندا الشمالية لكرة القدم. أما مع النوادي، فقد لعب مع بولتون واندررز ومانشستر سيتي ونادي ريدنغ ونادي ريكسهام ونادي لينفيلد ونوتينغهام فورست ونيوكاسل يونايتد وهال سيتي.

## مسيرته الكروية
لعب تومي رايت خلال مسيرته الاحترافية مع 9 أندية في ستة وعشرون موسمًا ولم يسجل خلالها أي هدف ضمن 170 مباراة. ولم يفز بأي موسم بالكأس وفاز في ثلاثة مواسم بالدوري.
خاض تومي رايت مسيرته مع نادي لينفيلد في موسم 1984–85 ليلعب معه أربعة مواسم، لم يشارك في أي مباراة ولم يسجل أي هدف. ثم انتقل إلى نادي نيوكاسل يونايتد في موسم 1987–88 في المرة الأولى ليلعب معه أربعة مواسم ثم في موسم 1991–92 ليلعب معه أربعة مواسم، حيث شارك طوالها في 76 مباراة ولم يسجل أي هدف أيضًا. لينتقل بعدها إلى نادي هال سيتي في موسم 1990–91 لمدة موسم واحد، مشاركًا في 6 مباريات ولم يسجل أي هدف أيضًا. ثم انتقل إلى نادي نوتينغهام فورست في موسم 1993–94 ليلعب معه أربعة مواسم، مشاركًا في 11 مباراة ولم يسجل أي هدف أيضًا. هذا وانتقل لاحقًا إلى نادي مانشستر سيتي في موسم 1996–97 في المرة الأولى واستمر معه طيلة ثلاثة مواسم ثم في موسم 1999–00 ولمدة موسمين، مشاركًا طوالها في 34 مباراة ولم يسجل أي هدف أيضًا. ثم انتقل بعدها إلى نادي ريكسهام في موسم 1998–99 لمدة موسم واحد، مشاركًا في 16 مباراة ولم يسجل أي هدف أيضًا. ليعود وينتقل من جديد، لكن هذه المرة إلى نادي بولتون واندررز في موسم 2000–01 لمدة موسم واحد، مشاركًا في 4 مباريات ولم يسجل أي هدف أيضًا. لينتقل بعدها إلى نادي بيليمينا يونايتد في موسم 2001–02 لمدة موسم واحد، مشاركًا في 6 مباريات ولم يسجل أي هدف أيضًا.

## وصلات خارجية
- تومي رايت على موقع الاتحاد الدولي (مؤرشف)  (الإنجليزية)
- تومي رايت على موقع قاعدة بيانات كرة القدم.إي يو (الإنجليزية)
- تومي رايت على موقع ناشيونال فوتبول تيمز (الإنجليزية)
- تومي رايت على موقع Soccerbase.com (لاعب) (الإنجليزية)
- تومي رايت على موقع عالم كرة القدم.نت (الإنجليزية)